# Waleryj Szaryj
Waleryj Piatrowicz Szaryj, biał. Валерый Пятровіч Шарый (ur. 2 stycznia 1947 w Czerwieniu) – białoruski sztangista reprezentujący Związek Socjalistycznych Republik Radzieckich, złoty medalista olimpijski (1976), dwukrotny mistrz świata (1975–1976) oraz dwukrotny mistrz Europy (1975–1976) w podnoszeniu ciężarów, w wadze lekkociężkiej.

## Osiągnięcia

### Letnie igrzyska olimpijskie
- Montreal 1976 –  złoty medal (waga lekkociężka)

### Mistrzostwa świata
- Warszawa 1969 – 5. miejsce (waga lekkociężka)
- Moskwa 1975 –  złoty medal (waga lekkociężka)
- Montreal 1976 –  złoty medal (waga lekkociężka) – mistrzostwa rozegrano w ramach zawodów olimpijskich

### Mistrzostwa Europy
- Moskwa 1975 –  złoty medal (waga lekkociężka)
- Berlin 1976 –  złoty medal (waga lekkociężka)
- Warna 1979 –  brązowy medal (waga półciężka)
- Belgrad 1980 –  srebrny medal (waga półciężka)

### Mistrzostwa Związku Radzieckiego
- 1975 –  złoty medal (waga lekkociężka)
- 1977 –  złoty medal (waga lekkociężka)
- 1978 –  złoty medal (waga lekkociężka)
- 1979 –  złoty medal (waga półciężka)

### Letnia Spartakiada Narodów ZSRR
- 1975 –  złoty medal (waga lekkociężka)
- 1979 –  złoty medal (waga półciężka)

### Puchar Związku Radzieckiego
- 1971 –  złoty medal (waga lekkociężka)
- 1978 –  złoty medal (waga półciężka)
- 1979 –  złoty medal (waga półciężka)

### Rekordy świata
- Erywań 05.12.1971 – 510 kg w trójboju (waga lekkociężka)
- Moskwa 15.04.1972 – 178 kg w wyciskaniu (waga lekkociężka)
- Moskwa 15.04.1972 – 522,5 kg w trójboju (waga lekkociężka)
- Moskwa 15.04.1972 – 527,5 kg w trójboju (waga lekkociężka)
- Ryga 13.07.1972 – 156,5 kg w rwaniu (waga lekkociężka)
- Ryga 13.07.1972 – 158,5 kg w rwaniu (waga lekkociężka)
- Donieck 28.04.1973 – 160,5 kg w rwaniu (waga lekkociężka)
- Zaporoże 18.03.1975 – 203 kg w podrzucie (waga lekkociężka)
- Wilno 08.07.1975 – 165,5 kg w rwaniu (waga lekkociężka)
- Wilno 08.07.1975 – 203,5 kg w podrzucie (waga lekkociężka)
- Wilno 08.07.1975 – 365 kg w dwuboju  (waga lekkociężka)
- Tuła 22.02.1976 – 204,5 kg w podrzucie (waga lekkociężka)
- Tuła 22.02.1976 – 367,5 kg w dwuboju  (waga lekkociężka)